# Лейдерман, Наум Лазаревич
Нау́м Ла́заревич Лейдерма́н (23 января 1939 года, Бершадь, Винницкая область, УССР, СССР — 6 сентября 2010 года, Екатеринбург, Свердловская область, Россия) — советский и российский литературовед, педагог, специалист по русской литературе XX века. Доктор филологических наук (1984), почётный профессор УрГПУ, заслуженный деятель науки Российской Федерации (2000). Директор Института филологических исследований и образовательных стратегий «Словесник» УрО РАО. Инициатор создания и первый редактор журнала «Филологический класс».

## Биография
Родился 23 января 1939 года в Бершади Винницкой области, в семье служащих. С началом войны семью эвакуировали на Урал — в город Карабаш Челябинской области. После войны семья вернулась на Украину. В Одессе Н. Л. Лейдерман заканчивает школу и в 1961 году — филологический факультет Одесского университета им. Н. И. Мечникова (дипломная работа «Человек и война», по произведениям Григория Бакланова и Юрия Бондарева).
В 1962 году переехал в Свердловск, преподавал курс эстетического воспитания в техническом училище, работал по совместительству литсотрудником журнала «Урал».
С 1964 года — в Свердловском педагогическом институте, где был ассистентом кафедры русской и зарубежной литературы, старшим преподавателем, доцентом, профессором, заведующим кафедрой советской литературы (с 1985 года), заведующим кафедрой современной русской литературы. Подготовил кандидатскую диссертацию по филологии и по русской литературе второй половины XX века. Кандидатскую диссертацию «Современная художественная проза о Великой Отечественной войне. Тенденции развития» защитил в 1968 году в Московском государственном педагогическом институте им. Ленина. Докторская диссертация была посвящена анализу жанровых процессов в русской художественной прозе 1960—1980-x годов. Защищена в 1984 году в МГУ им. Ломоносова.
Преподавал и проводил исследования в зарубежных вузах, в том числе в Северо-Западном университете (Эванстон, США).
Директор Института филологических исследований и образовательных стратегий «Словесник» Уральского отделения Академии образования РФ.
Член Союза российских писателей.
В 2000 году Н. Л. Лейдерману присвоено почётное звание «Заслуженный деятель науки Российской Федерации» — за заслуги в научной деятельности.
Умер 6 сентября 2010 года в городе Екатеринбурге Свердловской области, похороны прошли 9 сентября на Северном кладбище.

## Семейное положение
Жена
- Лиля Иосифовна Вассерман.

Сыновья:
- Марк Липовецкий (взявший фамилию деда) — доктор филологических наук, профессор Университета штата Колорадо, США (внук Даниил);
- Илья Лейдерман — доктор медицинских наук, профессор Уральской медицинской академии (внуки Ксения и Кирилл).

## Научная работа
Первые критические публикации появились в свердловских газетах, а вскоре и в журнале «Урал» (1962). Позднее в багаже литературоведа появляются десятки статей и рецензий, опубликованных в «Урале», «Москве», «Сибирских огнях», «Севере», «Литературной учёбе», «Литературном обозрении» и других изданиях, вышли его книги о военной прозе и русской советской прозе рубежа 1960—1970-х годов.
Первая книга «Движение времени и законы жанра (Жанровые закономерности развития советской прозы в 60—70-е годы)» издана в Свердловске в 1982 году.
Первым исследовал феномен российского драматурга Н.Коляды.
В 1985 году в Москве в издательстве «Просвещение» 150-тысячным тиражом напечатана книга «Система работы по изучению советской литературы в VIII—X классах», написанная группой учителей-методистов города Свердловска (М. А. Богуславской, А. М. Сапир, К. Д. Кузнецовой) во главе с Н. Л. Лейдерманом.
В соавторстве с М.Н Липовецким издал учебник по русской литературе XX века, в котором русская литература XX века впервые рассматривается как цельное явление, вне идеологических разделений.
Итоговой работой Н. Л. Лейдермана была «Теория жанра», вышедшая в 2010 году.
Н. Лейдерман пользовался потрясающим авторитетом у коллег, знавших его лично, работавших с ним. Для филологической среды Екатеринбурга был центральной фигурой, которая не столько замыкала все процессы на себя, сколько создавала продуктивную почву для дальнейших исследований.

## Труды

### Монографии
- Движение времени и законы жанра: Жанровые закономерности развития советской прозы в 60-70-е годы. — Свердловск: Средне-Уральское книжное издательство, 1982. — 255 с.
- Та горсть земли: Лит.-крит. ст. — Свердловск: Средне-Уральское книжное издательство, 1988. — 240 с. — ISBN 5-7529-0036-0.
- Русская литературная классика XX века: Моногр. очерки. — Екатеринбург: Урал. гос. пед. ун-т, 1996. — 308 с. — ISBN 5-7186-0083-X.
- Драматургия Николая Коляды: Критический очерк. — Каменск-Уральский: Калан, 1997. — 160 с. — ISBN 5-88507-050-4.
- Постреализм: теоретический очерк / Урал. отд-ние Рос. акад. образования, Урал. гос. пед. ин-т, Ин-т филол. исслед. и образоват. стратегий «Словесник». — Екатеринбург, 2005. — 249 с. — (Литературоведение XXI века: методология и теория). — ISBN 5-7186-0170-4.
- С веком наравне. Русская литературная классика в советскую эпоху: монографические очерки. — СПб.: Златоуст, 2005. — 366 с. — ISBN 5-86547-379-4.
- Теория жанра. — Екатеринбург, 2010.

### Статьи
- «…В метельный, леденящий век» // Урал. 1992, № 3 — одна из первых российских статей о творчестве В. Т. Шаламова
- Об изучении теории литературы в старших классах // «Литература в школе». — 2000. — № 5. — С. 104—111. — ISSN 01303414.
- Парадоксы «Русского леса» // «Вопросы литературы». — 2000. — № 6. — С. 29—58. — ISSN 00428795.
- Поэма А. Твардовского «За далью-даль»: преодоление соцреалистического канона // «Филологические науки». — 2001. — № 2. — С. 13—23. — ISSN 01309730.
- «Уходящая натура», или самый поздний Катаев // «Октябрь». — 2001. — № 5. — С. 158—165. — ISSN 01320637.
- По принципу антисхемы: о романе А. Солженицына «В круге первом» // «Звезда». — 2001. — № 8. — С. 191—205. — ISSN 03211878.

### Вузовские учебники
- Лейдерман Н. Л. Современная художественная проза о Великой Отечественной войне (Историко-литературный процесс и развитие жанров. 1955—1970): Пособие по спецкурсу. В 2 ч., Свердл. гос. пед. ин-т. — Свердловск, 1973—1974: Ч. 1. — Свердловск, 1973. — 144 с.; Ч. 2. — Свердловск, 1974.
- Лейдерман Н. Л. Неявный диалог: «Русский лес» Л. Леонова и «Доктор Живаго» Б. Пастернака / Науч. ред. М. Н. Липовецкий; М-во общего и профессионального образования РФ; Урал. гос. пед. ун-т: Науч.-исследоват. центр «Словесник». — Екатеринбург: Изд-во УрГПУ, 1999. — 70 с. — (Филологический лекторий).
- Лейдерман Н. Л., Липовецкий М. Н. Современная русская литература. 1950—1990-е годы. В 2 тт. — М.: Академия, 2003.
- Лейдерман Н. Л., Скрипова О. А. Стиль литературного произведения. Теория. Практикум: учеб. пособие для студентов фак. рус. яз. и лит. / М-во образования РФ, Урал. гос. пед. ун-т, Ин-т филол. исслед. и образоват. стратегий Урал. отд-ния Рос. Акад. образования «Словесник». — Екатеринбург: АМБ, 2004. — 184 с.
- Лейдерман Н. Л., Липовецкий М. Н. Русская литература XX века. 1950—1990-е годы. В 2 тт. — М.: Академия, 2008.

### Учительские методические пособия
- Лейдерман Н. Л., Сапир А. М. Горький в школе: новое прочтение: метод. пособие для учителя. — М.: ВАКО, 2005. — 304 с. — (Мастерская учителя). — ISBN 5-94665-192-7.
- Лейдерман Н. Л. Уроки для души. О преподавании литературы в школе: статьи / Урал. отд-ние Рос. акад. образования, Тюменский гос. ун-т. — Тюмень: Изд-во Тюм. гос. ун-та, 2006. — 326 с. — ISBN 5-88081-471-8.

### Сборники работ
- Литература Урала: очерки и портреты. Книга для учителя / В. В. Абашев, Е. А. Баженова, В. В. Блажес и др.; Департамент образования Правительства Свердл. обл.; Ин-т развития регион. образования; Науч. ред. Н. Л. Лейдерман. — Екатеринбург: Изд-во Урал. ун-та; Изд-во Дома учителя, 1998. — 692 с. — ISBN 5-7525-0575-5.
- Русская литература XX века: закономерности исторического развития. Кн. 1. Новые художественные стратегии / Л. Н. Анпилова, Н. В. Барковская, И. Е. Васильев и др.; РАН, УрО, Рос. акад. образования, УрО; отв. ред. Н. Л. Лейдерман. — Екатеринбург, 2005. — 466 с. — ISBN 5-7691-1562-9.

### Региональный журнал
- Филологический класс: региональный методический журнал учителей-словесников Урала. Вып. 11 / [гл. ред. Н. Л. Лейдерман]. — [Екатеринбург]: [Ин-т филол. исслед. и образоват. стретегий «Словесник»]; [Учебная книга], 2004. — 112 с. — ISBN 5-94482-024-1.
- Филологический класс: регион. метод. журн. учителей-словесников Урала. Вып. 12 / [гл. ред. Н. Л. Лейдерман]. — [Екатеринбург]: [Ин-т филол. исслед. и образоват. стратегий «Словесник»]; [Учебная книга], 2004. — 120 с. — ISBN 5-94482-018-7.
- Филологический класс: регион. метод. журн. учителей-словесников Урала. Вып. 14 / [гл. ред. Н. Л. Лейдерман]. — [Екатеринбург]: [Ин-т филол. исслед. и образоват. стратегий «Словесник»], 2005. — 105 с. — ISBN 5-7186-0032-5.